# Securitização
Securitização (do inglês securitization), ou titularização, é uma prática financeira que consiste em agrupar vários tipos de ativos financeiros (notadamente títulos de crédito tais como faturas emitidas e ainda não pagas, dívidas referentes a empréstimos entre outros), convertendo-os em títulos padronizados negociáveis no mercado de capitais interno e externo.
Assim, a dívida é transferida, vendida, na forma de títulos, para vários investidores. Assim, securitização é a conversão de uma dívida (duplicatas, cheques, notas promissórias) em título lastreável e negociável entre instituições financeiras. Estes títulos podem ser adquiridos diretamente por Bancos, Distribuidoras de Valores ou Fundos de Investimento como forma de rentabilizar o capital investido. Caberá também ao comprador do título securitizado a cobrança individual de todas as dívidas que compõe o título, isentando a Securitizadora e qualquer intermediário, de qualquer ônus.
Esses títulos são, portanto, caracterizados por um compromisso de pagamento futuro, de principal e juros, a partir de um fluxo de caixa proveniente da carteira de ativos selecionados.
A securitização é utilizada pelo sistema financeiro para obtenção de fundos e divisão de riscos. É uma forma de transformar ativos relativamente não líquidos em títulos mobiliários líquidos, transferindo os riscos associados a eles para os investidores que os compram.
Essa prática se aplica tanto a empresas como a estados. No início dos anos 1990, o governo brasileiro deu início a um processo de reestruturação da dívida pública através de securitização. A proposta do Plano Brady, consistia na troca dos empréstimos anteriores por novos títulos, que poderiam ser negociados posteriormente no mercado,  com alongamento dos prazos e redução do serviço da dívida. Assim, débitos oriundos de dívidas assumidas pelos estados e por empresas estatais brasileiras foram repactuados e transformados em títulos públicos emitidos para os credores originais.

## Origem histórica da securitização
Em fevereiro de 1970, o  Departamento de Habitação e Desenvolvimento Urbano dos Estados Unidos criou a primeira transação envolvendo um ativo financeiro lastreado em hipotecas. A Associação Nacional da Hipoteca do Governo dos EEUU (Government National Mortgage Association, GNMA,  mais conhecida como Ginnie Mae) começou então a vender ativos lastreados  por uma carteira de empréstimos hipotecários. Créditos habitacionais transformavam-se assim em títulos, que passavam a ser negociados nos mercados financeiro e de capitais.
Em 1985, as técnicas de securitização, originalmente desenvolvidas para o mercado de hipotecas, foram aplicadas, pela primeira vez, a créditos não hipotecários, a saber, os contratos de empréstimos para aquisição de automóveis, os quais viriam a lastrear o segundo maior fundo em volume de ativos (superado apenas pelos fundos lastreados em hipotecas), que se tornou um atraente produto das chamadas finanças estruturadas, sobretudo por ter um prazo de vencimento  consideravelmente mais curto que o das hipotecas. A primeira operação de securitização de empréstimos para compra de automóveis, no valor de 60 milhões de dólares, teve origem no Marine Midland Bank e foi realizada em 1985 pela Certificate for Automobile Receivables Trust (CARS, 1985-1).
Em 1986, ocorre a primeira venda de títulos envolvendo  contratos de cartões de crédito, com o lançamento de um fundo de 50 milhões de dólares, lastreado em empréstimos obtidos através de cartões de crédito. Os rendimentos  oferecidos eram suficientemente altos, compensando a perdas esperadas e os custos administrativos bem superiores aos do mercado hipotecário.
Nos anos 1990, a  securitização foi aplicada ao mercado de  seguros e resseguros, alcançando um volume de aproximadamente 15.000 milhões de dólares em emissões, no ano de 2006,  quando ocorreu uma "ruptura de mercado", em consequência do furacão Katrina, nos Estados Unidos.
No início da  década de 2000, o mercado de securitização expandiu-se ainda mais, enquanto os bancos, animados com as possibilidades de expansão  aparentemente ilimitadas do mercado de títulos lastreados em hipotecas, inflavam esse mercado ao reduzir gradativamente suas exigências para a concessão de empréstimo até o ponto de  conceder crédito aos chamados "ninja" (do inglês no income, no Jobs, no assets), isto é, a pessoas que não tinham renda comprovada, nem emprego, nem ativos que pudessem ser dados como garantia do empréstimo. Esses créditos de alto risco estariam na origem da crise do subprime  de 2007-2008, que marca o início da Grande Recessão.
Como consequência da  contração de crédito  precipitada pela crise das hipotecas subprime, o mercado de títulos respaldados por empréstimos securitizados caiu de modo significativo. As taxas de juros subiram, desde então, para os empréstimos securitizados de ativos tais como hipotecas, crédito estudantil e financiamento para aquisição de veículos.

## Histórico da Securitização e das Crises
Uma das raízes da crise de 2008 nos Estados Unidos foi o fato das seguradoras proporcionarem investimentos de alto risco que inflaram o preço dos ativos fazendo eles parecerem menos arriscados, criando um círculo vicioso. Até que essa bolha estourou.
O problema da securitização começa com o fato dela afastar a relação entre o credor e o devedor. A relação com os bancos era “doméstica”, ou seja, eles pegavam o dinheiro dos poupadores e emprestavam para os tomadores mediante garantia. Em caso de desemprego os tomadores não conseguiriam pagar o banco, que ficariam incapacitados de emprestar mais dinheiro a comunidade e até mesmo de devolver o dinheiro dos poupadores.
Esse problema foi identificado em 1970 nos EUA e para diminuir seus efeitos o governo promoveu a securitização através de empresas patrocinadas por ele. Os bancos podiam vender os empréstimos da sua localidade para essas empresas e assim não precisavam se preocupar com os efeitos imediatos de uma crise local.
Tal proteção, no entanto, incentiva os bancos a concederem empréstimos de alto risco, pois sabem que estarão segurados. Para evitar isso as empresas só compravam os créditos “conforming”, ou seja, aqueles que atendiam padrões mínimos de tamanho e qualidade.
Por sua vez, para pagar por todas essas hipotecas as empresas as juntavam e vendiam como títulos lastreados. Esses títulos não eram baseados em uma única hipoteca, mas sim em um conjunto diversificado delas, o que diminuía seus riscos.
Contudo, a demanda por dívidas seguras sofreu uma expansão exponencial que só pôde ser suprida pelo mercado privado, não patrocinado pelo governo. Os entes privados se aproveitaram da estrutura da securitização para vender hipotecas “non-conforming” dentro dos conjuntos, aparentando baixo risco. Isso foi feito a partir da sua separação em diferentes camadas que definiam como os investidores se alinhavam para receber o pagamento.
Começou assim um movimento de privatização desse mercado, que levou a diminuição dos critérios a serem atendidos pelo crédito para poder ser securitizado e a uma consequente diminuição da regulação que garantia menores riscos. Surgia o mercado para os "subprimes" que levaram os EUA à Crise de 2008.

### Disfarce de investimentos e amplificação de erros
Os títulos lastreados em “subprimes” só conseguiriam ser vendidos se as pessoas que emprestavam o dinheiro tivessem certeza que seus fundos estavam protegidos. Para passar essa impressão, as seguradoras privadas disfarçaram os títulos arriscados, passando-os como dívidas seguras.  
Isso se dá a partir da segmentação dos títulos em duas partes: o banco as vende para um investidor "sênior" e para um investidor "júnior" com o mesmo valor nominal. O primeiro não tem risco nenhum pois recebe primeiro e recebe o valor integral, independentemente de haver diminuição no preço do imóvel. Já o segundo possui um risco imenso pois pode não receber nada.
Ao juntar essa segmentação com a venda dos títulos em conjunto de hipotecas amplifica-se a quantidade de títulos que podem ser vendidos como “super seguros”. Mesmo que todos os imóveis do conjunto desvalorizem, o investidor sênior continuará recebendo o valor integral do seu investimento. Já o investidor júnior, com o conjunto, também teria o risco diminuído, pois a chance dos vários investimentos que o lastreiam desvalorizarem é menor.
Todavia, não é isso que acontece. Porque essa segurança para o segundo investidor só acontece se a chance das hipotecas não serem pagas forem independentes, caso contrário ele perderá tudo do mesmo jeito.
Isso significa que a probabilidade de inadimplemento - para efetivar essa segurança - não deveria ser correlacionada. Mas ela pode ser. Afinal, um inadimplemento da hipoteca diminui o valor do imóvel que acaba causando uma diminuição no valor dos imóveis vizinhos e as pessoas vendo isso tendem a não pagar a hipoteca que fica mais cara que o próprio imóvel.
Na realidade, não sabemos com certeza se haverá ou não correlação, mas a mera possibilidade de existir já mostra que o investimento não é tão seguro quanto aparentava.
Os investidores que compravam títulos lastreados em hipotecas costumavam errar ao calcular essa vulnerabilidade. Esses erros giravam em torno de subestimar a probabilidade da hipoteca não ser paga e também de não correlacionar os inadimplementos. Dessa forma, a securitização permitiu que os bancos se aproveitassem das diferentes crenças entre as pessoas acerca dessa correlação e a partir disso disfarçassem as vulnerabilidades dos ativos.
Essa capacidade de remanejar os investimentos para criar ativos seguros - independentemente do risco colateral - aumentou dramaticamente a securitização, que era vista como sem riscos pelos investidores. Porém, depois da crise percebeu-se que todo esse esquema era muito mais arriscado do que se anunciava.

### O "subprime"
Os bancos perceberam que poderiam transferir hipotecas de má qualidade aos investidores através da securitização e isso os estimulou a conceder empréstimos para pessoas que não poderiam pagar por eles. A securitização privada foi uma das causas da aceitação de hipotecas irresponsáveis e fraudulentas.
Uma das evidências que suporta isso é o fato de as hipotecas mais arriscadas serem mais facilmente securitizadas do que as mais seguras, chega-se a essa conclusão através da comparação do “score”.
Os bancos deixaram de ser cuidadosos na investigação dos solicitantes de empréstimo, a exemplo, muitos casos com documentação incompleta foram aprovados. A conclusão clara que se chega é que a possibilidade de segurar os empréstimos e transferi-los em conjunto diminui os incentivos do banco de selecionar e monitorar os devedores.
Uma das fraudes realizadas era classificar um imóvel como ocupado por seu dono quando na verdade ele era propriedade de um investidor. Isso altera as chances de haver inadimplemento, pois o primeiro possui mais incentivos para continuar pagando a hipoteca, mesmo que o imóvel desvalorize.
Essas artimanhas não eram pontuais, tratava-se da regra da securitização privada. Todos os conjuntos vendidos eram maculados por fraude ou descuido.
A fraude associada aos débitos inflou a bolha que tornou-se insustentável, levando a quebra da economia, inadimplemento em massa, fechamento de indústrias e demissão em massa. Esse cenário de expansão do crédito a quem nunca pagaria levou a Grande Recessão.

### Dificuldade na renegociação de dívidas
Uma das formas de superar essa crise seria ajudar os proprietários endividados, como foi proposto pelo American Housing Rescue em 2008. Essa medida não estava preocupada em auxiliar o indivíduo em si, mas sim em quebrar o círculo vicioso. Se a família conseguisse pagar sua hipoteca a casa não seria leiloada a preço mais baixo, o que evitaria a diminuição do preço dos imóveis da região e assim por diante. Contudo isso não foi realizado porque há uma forte mentalidade do senso comum de não querer arcar com “o irresponsável que tomou um crédito sem ter condições de pagar”, mesmo que tenha sido algo generalizado e enganoso.
A desapropriação dos imóveis é prejudicial para a sociedade como um todo: as famílias perdem suas casas, os preços das casas diminuem dramaticamente, quem emprestou o dinheiro é lesado, entre outros. Todos esses efeitos negativos incentivam os tomadores e poupadores a renegociar as dívidas caso haja algum problema.
A securitização se insere nesse contexto tornando as renegociações muito difíceis. Renegociar dívidas teria sido uma saída menos prejudicial a todos os envolvidos, mas alguns contratos de securitização proibiam expressamente a renegociação e outros impunham limites. Mesmo quando não era proibido a estrutura de juntar vários ativos tornava inviável alcançar um acordo entre as várias - e distantes - partes, mesmo que a maioria fosse se beneficiar. Além de todos esses entraves às instituições e os poupadores queriam passar uma impressão de rigidez para evitar inadimplentes em massa.

## Cenário Brasileiro
Os economistas e investidores têm constatado uma maior aceitação dessa modalidade de investimento no mercado de recebíveis. Isso demonstra uma maior receptividade do setor de construção civil a esse tipo de financiamento e também um aumento da confiança dos brasileiros em comprar títulos de securitizadoras.
Porém, mesmo com esse otimismo, devemos sempre lembrar do contexto de endividamento imobiliário que sustenta toda essa estrutura lucrativa. A expansão desse modelo associada com a iminente crise econômica do país pode ser a receita do desastre.

### Histórico brasileiro
A securitização no Brasil teve início com a Lei Federal 9.514/97 que instituiu os CRI 's (Certificados de Recebíveis Imobiliários). A regulação legal do setor é, teoricamente, um fator de segurança para o mercado, contudo o legislativo tem escolhido deixá-lo fluir sem limitações significativas.
Depois disso, outro importante marco legal, foi a Lei n° 13.723/2009 que introduziu no ordenamento legal de SP a autorização para securitização de recebíveis tributários e não tributários.
Atualmente, visa-se expandir a securitização para o grande público, pois hoje ela é restrita ao mercado institucional. A pulverização dos títulos é defendida por argumentos como a democratização do investimento e a dinamicidade da economia. Porém, isso espalhado para uma população sem educação financeira e com profundas desigualdades econômicas, como é a brasileira, pode ter efeitos ainda mais devastadores dos que aconteceram nos EUA.
Dentro do contexto da pandemia do Coronavírus a Secretaria do Tesouro Nacional (STN) iniciou um plano piloto de securitização - 30 de março de 2020 - alegando que diminuiria os custos dos entes públicos. No entanto, considerando o que foi exposto nos tópicos anteriores, parece mais uma aposta no aumento da dívida pública.  
Mesmo assim, esse projeto possui a segurança de que um ente público deve ser o devedor do direito creditório, ponto altamente criticado pelos investidores, mas que evita a deturpação dos incentivos das instituições privadas. Contrariamente a isso, tem-se o PLP 459/2017 - originada no PLS nº 204/2016 - visando autorizar os entes da federação a ceder direitos creditórios originados de créditos tributários e não tributários, objeto de parcelamentos administrativos ou judiciais. Isso mostra um claro movimento do legislativo em permitir cada vez mais a privatização da securitização.
Outro exemplo de flexibilização é a possibilidade de expandir a securitização às dívidas ativas, como deseja uma reforma da lei em SP.
Ademais, soma-se a esse cenário o aumento do uso da tecnologia, com alto poder amplificador. Esse processo mal começou e já vemos efeitos negativos, por exemplo, a inserção das “fintechs” no mercado de capitais vem causando uma piora na qualidade dos investimentos.

### Securitização abutre
No Brasil, a instituição mais interessada em promover a renegociação de dívidas é a Caixa Econômica Federal, por ser um ente do governo ela não visa lucros exorbitantes. Sendo assim muito mais preocupada em evitar uma recessão, desocupação de imóveis em massa e diminuição dos valores imobiliários. Dessa forma, ela era capaz de amortecer as crises imobiliárias. As outras instituições financeiras também não tinham interesse em uma retomada massiva dos imóveis dados em garantia, promovendo a renegociação das dívidas.
Contudo, com a securitização, a Caixa - e as outras instituições financeiras - perdem a autonomia de promover e incentivar tais renegociações. Isso reflete no nosso país a mesma lógica de dificultar o acerto de dívidas que foi verificado por Amir Sufi e Atif Mian nos EUA.
Além disso, verifica-se a formação de uma bolha imobiliária através da tomada de empréstimos pessoais - com imóveis dados em garantia - pois esse dinheiro - voltado aos gastos cotidianos - infla a economia, aumentando o valor dos imóveis. Isso faz com que as famílias financiem imóveis por preços muito superiores ao que eles efetivamente valem e futuramente quando a bolha estourar elas não terão incentivos para arcar com uma hipoteca de um imóvel que não vale mais aquele preço.
Frente a esse boom imobiliário e ao aumento no endividamento das famílias, somados a um prognóstico de desemprego e a instabilidade histórica do Brasil, podemos prever uma crise econômica e social muito severa dentro de alguns anos.

### Alienação fiduciária
Os contratos de crédito para o financiamento residencial que vem sendo absorvidos pela securitização se associam também a alienação fiduciária.
A alienação fiduciária (Lei n. 9.514/97) é um negócio jurídico no qual o devedor recebe crédito para a compra de bens móveis ou imóveis e tem a posse direta, direito de uso e fruição e expectativa sobre esse bem. Porém, essa propriedade é resolúvel, ou seja, se o devedor pagar as prestações a propriedade se transfere a ele, em caso de inadimplemento a propriedade se consolida em favor do credor.  
O fato da transferência ser imediata torna esse instituto amplamente utilizado. Diferentemente dos direitos reais de garantia, a transferência se dá no início e não no momento do inadimplemento. Isso torna o processo mais rápido, devido aos menores trâmites burocráticos e evita a discussão sobre prioridade entre credores ou sobre problemas trabalhistas, aqui o credor é titular de direito real sobre coisa própria, oferecendo menores riscos aos bancos.
O ponto de partida para a análise de como isto se relaciona com o endividamento é saber que metade dos imóveis financiados no Brasil foram devolvidos, isso evidencia uma clara incoerência na concessão de crédito, uma vez que as pessoas não estão conseguindo arcar com essa dívida.
A falta de rigor na análise se deve à vontade de atender ao mercado de capital; ao aumento dos preços dos futuros imóveis e à questão da corretagem. Esse cenário criou uma especulação imobiliária fazendo as pessoas financiarem imóveis por valores superiores ao que realmente valeriam.
Com a crise econômica, houve um aumento no inadimplemento, causando a perda da expectativa sobre a propriedade do imóvel e a impossibilidade de recuperação integral de valores já pagos.
Em caso de inadimplência o banco venderá o imóvel e satisfará seu crédito, o excedente seria devolvido. Contudo, as vendas são feitas por preço abaixo do que o inicialmente contratado - devido a desvalorização do mercado imobiliário e estouro da bolha especulativa - e o dinheiro já pago pelas famílias não retorna a elas.
A securitização, aliada a alienação fiduciária, tende a agravar ainda mais esse quadro, pois tornam muito rápido o processo entre o inadimplemento e a tomada do imóvel, sem dar tempo para uma reestruturação financeira por parte do devedor. E como a securitizadora, diferentemente dos bancos, não têm interesse em renegociar dívidas, tudo isso será operado sem grandes entraves administrativos ou judiciários.

## Vantagens e Desvantagens

### Vantagens
- O risco de perda num portfólio é transferido para os investidores, ou seja, se o portfólio for de má qualidade e se os fluxos de caixa gerados forem insuficientes, será o investidor a acarretar com a perda financeira (vantagem para o cedente);
- Securitização permite transformar um portfólio ilíquido, num portfólio líquido; tornando possível vender esse portfólio, não a um investidor como dantes, mas a vários investidores, nomeadamente ao mercado de fundos, um mercado com um número infinitamente grande de investidores, por todo o mundo;
- Securitização permite gerir o balanço, controlando sua inflação se for considerado como sendo excessiva. De fato, através do reembolso da carteira de crédito, um cedente liberta fundos e pode aumentar a sua atividade ou gerar novos ativos, mantendo o seu balanço num nível controlado, para os ativos saírem de seu balanço;
- Os investidores podem transferir suas ações a qualquer momento e, eventualmente, fazer os ganhos de capital.
- Com a securitização seria possível financiar moradias sem que o setor público pressionasse tanto o FGTS ou a poupança.

### Desvantagens
- O custo da operação e da complexidade do procedimento;
- As despesas importantes durante uma primeira operação tendem a diminuir sensivelmente para as operações a seguir;
- A transferência do risco vai para os investidores (desvantagem para os investidores);
- Leva à diminuição dos padrões de empréstimo por parte dos bancos.
- O mutuário não se apercebe que a sua hipoteca está a ser transacionada no mercado financeiro;
- Rompe os incentivos para a renegociação de dívidas
- Amplifica os efeitos de uma crise econômica
- Aumenta o número de desapropriações imobiliárias